# Стражата
Стража́та (болг. Стражата) — село в Северно-Центральном районе Болгарии, входит в общину Трявна Габровской области. Стражата подчиняется непосредственно общине и не имеет своего кмета.

## География
Стражата располагается в 186,5 километрах к северо-западу от Софии.